# Poem to a Horse
 (mars 2012).
Si vous disposez d'ouvrages ou d'articles de référence ou si vous connaissez des sites web de qualité traitant du thème abordé ici, merci de compléter l'article en donnant les références utiles à sa vérifiabilité et en les liant à la section « Notes et références ».
Singles de Shakira
The One
(2002) La Tortura
(2005)
«Poem to a Horse» —en français : «Poème à un cheval»—, est une chanson écrite par Shakira et Luis Fernando Ochoa, issue de l'album Laundry Service. Bien que la version studio de la chanson ne soit pas aussi connue que d'autres chansons de la tournée, elle fut bien accueillie par le public. MTV a compilé les 50 vidéo les mieux notées sur le web à cette époque là, et on retrouve la vidéo a la 25e place dans le nord et 2e dans le du Sud.
Sur Last.fm, le site leader de musique online hispanique, Poem To A Horse est à la 33e place des chansons les plus écoutées de Shakira.

## Chanson
La chanson parle de l'amour de Shakira pour un drogué. Comme le toxicomane ne se soucie gère d'elle, Shakira décide de "rompre" avec lui et la chanson décrit ses pensées et ses sentiments envers cette personne et ses problèmes de drogue. Exemple :
Le clip est une performance live tirée de sa tournée Tour of the Mongoose entrecoupée d'images du documentaire présent en tant que bonus sur le DVD de cette même tournée : Live and off the Record.

## Singles
Aucun single physique n'a été disponible à la vente en France. Seules trois versions du singles ont été publiées à des fins promotionnelles.. La sortie du clip ainsi que du titre en radio avait pour but de promouvoir le CD/DVD Live de la tournée "Tour Of The Mongoose" nommé "Live & Off The Record" dont il a été extrait.

### Singles promotionnels
| - Europe promo (SAMPCS 13836 1) 1. Poem To A Horse - Live - 5 min 11 s 2. Whenever Wherever - Live Radio Edit - 3 min 31 s 3. Whenever Wherever - Live - 5 min 28 s - Mexique promo (PRCD 99066) 1. Poem To A Horse - Album Version - 4 min 08 s 2. Poem To A Horse - Live Version - 5 min 11 s | - Argentine promo (DEP 817) 1. Poem To A Horse - Live - 5 min 11 s 2. Whenever Wherever - Live Radio Edit - 3 min 31 s 3. Whenever Wherever - Live - 5 min 28 s |

## Position des Charts
| Drapeau de l'Allemagne | Media Control Charts                          | 29 |
| Drapeau de l'Australie | Australian Recording Industry Association     | 36 |
| Drapeau de l'Autriche  | Ö3 Autriche Top 40                            | 31 |
| Drapeau de la Belgique | Ultratop 50 Flandes                           | 25 |
| Drapeau de la Belgique | Ultratop 40 Valonia                           | 31 |
| Drapeau du Chili       | Chili Airplay Charts                          | 38 |
| Drapeau de la Colombie | Colombia Top 100                              | 28 |
| Drapeau du Danemark    | Tracklist                                     | 20 |
|                        | European Hot 100                              | 48 |
| Drapeau des États-Unis | Billboard Hot 100 Singles                     | 23 |
| Drapeau de la Finlande | Mitä hittiä                                   | 23 |
| Drapeau de la France   | Syndicat National de l'Édition Phonographique | 35 |
| Drapeau de la Grèce    | IFPI Greece                                   | 9  |